# Augochlora tantilla
Augochlora tantilla är en biart som beskrevs av Jesus Santiago Moure 1943. Augochlora tantilla ingår i släktet Augochlora och familjen vägbin. Inga underarter finns listade.